# Ił-76
Iljuszyn Ił-76 (ros. Ил-76) – radziecki czterosilnikowy odrzutowy samolot transportowy, zaprojektowanym przez biuro konstrukcyjne Iljuszyna. Prototyp został oblatany w 1971 roku, seryjna produkcja rozpoczęła się w 1974 roku w zakładach TAPO znajdujących się w Taszkencie w Uzbekistanie. Dotychczas wyprodukowano 938 egzemplarzy tego samolotu. Jest jednym z najpopularniejszych samolotów transportowych. Samoloty o nazwie MF są przedłużoną wersją wojskową, a TF – wersją cywilną.
Samolot miał przenosić ładunek o masie 40 ton na odległość 5000 km w czasie krótszym niż 6 godzin, być zdolnym do startu na krótkich pasach startowych oraz mieć możliwość pracy w niesprzyjających warunkach pogodowych. Konstrukcja była inspirowana C-141 Starlifterem. W 1990 roku wprowadzono zmodernizowane wersje MD i MT, lecz z powodu kłopotów finansowych wyprodukowano ograniczoną ich liczbę. W 1997 produkcję zawieszono, w 2004 część samolotów zmodernizowano, wymieniając im silniki. W 2005 roku Chiny zamówiły 34 samoloty w wersji MD oraz 4 cysterny Ił-78. W styczniu 2009 Pakistan odebrał pierwszy z 4 zamówionych samolotów Ił-78.
W wersji wojskowej samolot posiada: dwulufowe działko automatyczne kal. 23 mm GSz-23L w ogonie samolotu.

## Historia
Pierwszy samolot dostarczono do radzieckich Sił Powietrznych w czerwcu 1974 roku. Następnie stał się on głównym radzieckim samolotem transportowym. Od 1976 roku był eksploatowany przez linie Aerofłot.
W latach 1979–1991 radzieckie Siły Powietrzne za pomocą samolotów Ił-76 wykonały 14 700 lotów do Afganistanu, transportując 786 200 żołnierzy oraz 315 800 ton ładunków. Ił-76 przetransportował 89% wojsk radzieckich oraz 74% towarów potrzebnych w Afganistanie. Ponieważ afgańscy partyzanci nie mogli z ziemi zestrzeliwać wysoko latających samolotów Ił-76, ich taktyką był atak podczas startu lub lądowania. Samoloty te były trafiane przez rakiety ziemia-powietrze oraz wielkokalibrowe karabiny maszynowe, lecz wytrzymałe płatowce były prawie nie do zniszczenia i nawet po atakach nadal sprawnie działały. Ił-76 miał zadziwiająco niski wskaźnik rotacji w okresie konfliktu. Bazując na tym doświadczeniu, większość wyposażenia dla Kanadyjskich Sił Powietrznych w Afganistanie była dostarczana przy użyciu cywilnej wersji Ił-76. W 2006 roku rosyjskie Siły Powietrzne miały około 200 samolotów Ił-76S. 108 użytkowników cywilnych posiada te samoloty na własność.
Przy użyciu tego samolotu możliwy jest obecnie tzw. lot paraboliczny w Centrum Wyszkolenia Kosmonautów im. J. Gagarina w Gwiezdnym Miasteczku w pobliżu Moskwy.

## Ił-476
W styczniu 2013 roku prototyp Ił-76MD-90A (znany pod nazwą Ił-476) rozpoczął loty testowe w LII im. M.M. Gromowa (lotniczym instytucie badawczym) w Żukowskim. Samolot jest zmodernizowaną wersją Ił-76 z nowym płatem nośnym, wyposażoną w cyfrową awionikę, nowy kokpit ze skomputeryzowanymi przyrządami pokładowymi i wyświetlaczami zamiast standardowych wskaźników. Posiada również nowe silniki Aviadvigatel PS-90A-76 o zmniejszonym zużyciu paliwa.
Ministerstwo Obrony Rosji podpisało kontrakt z producentem na dostarczenie dla WWS RF 39 statków powietrznych tego typu do 2018 r. Do 2020 roku zakłady Aviastar planowały zbudować 100 egzemplarzy tego samolotu dla różnych odbiorców w Rosji. Pierwszy z zamówionych samolotów, przyleciał 2 grudnia 2015 roku z fabrycznego lotniska w Ulianowsku do bazy Iwanowo. Pierwsza z dostarczonych maszyn jest w kolejności trzecim wybudowanym egzemplarzem, dwa pierwsze pozostają u producenta w roli samolotów testowych, a w przyszłości mają posłużyć do zabudowy systemu wczesnego ostrzegania.

## Galeria

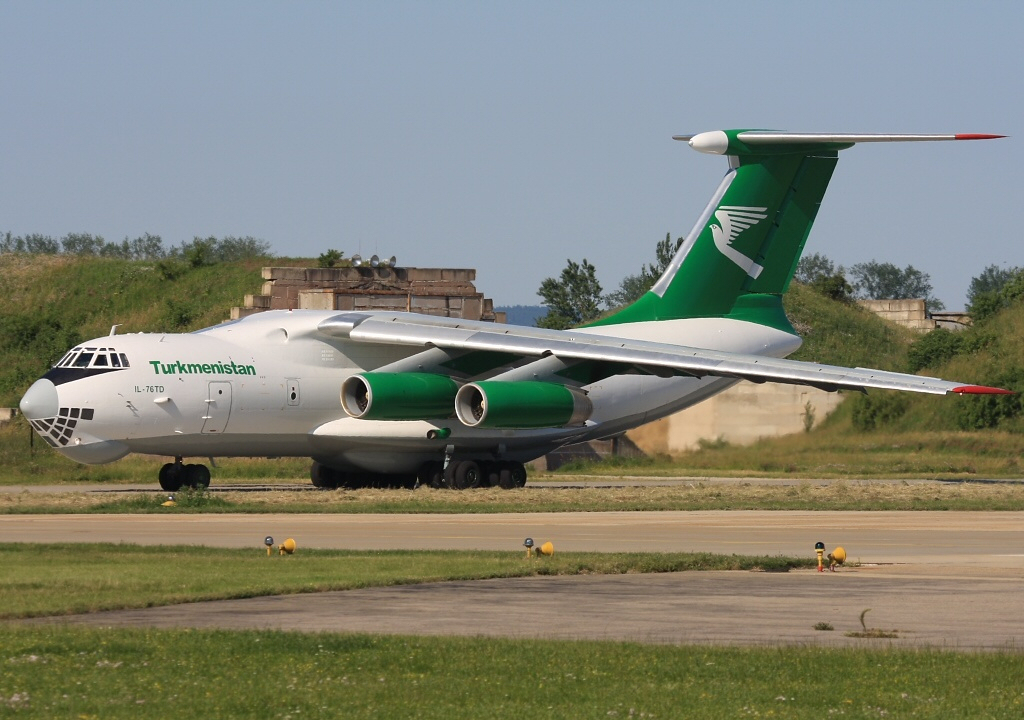
Ił-76 w malowaniu linii Turkmenistan Airlines
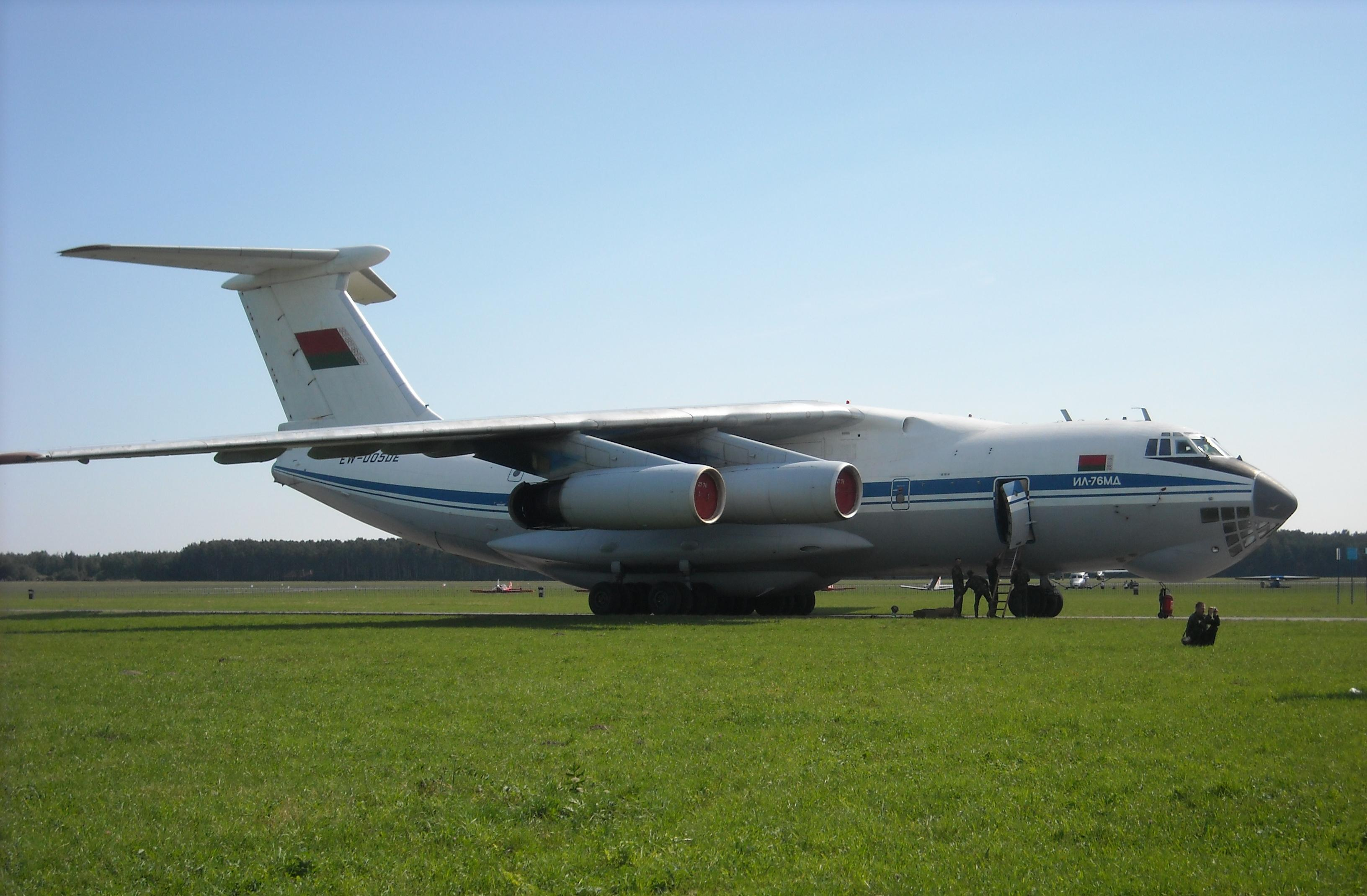
Ił-76 w malowaniu Sił Powietrznych Białorusi na Air Show Radom 2009
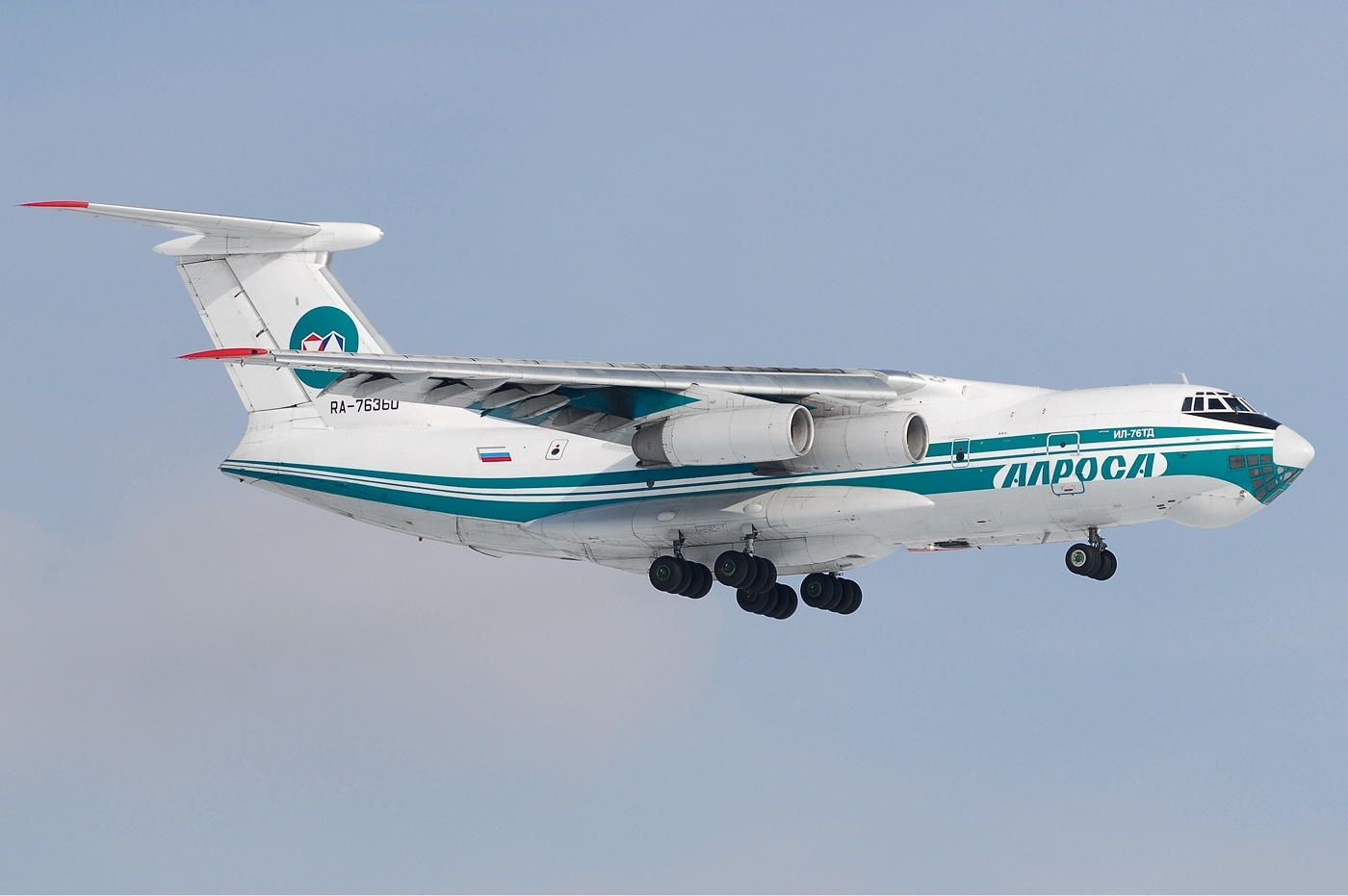
Ił-76 linii Ałrosa
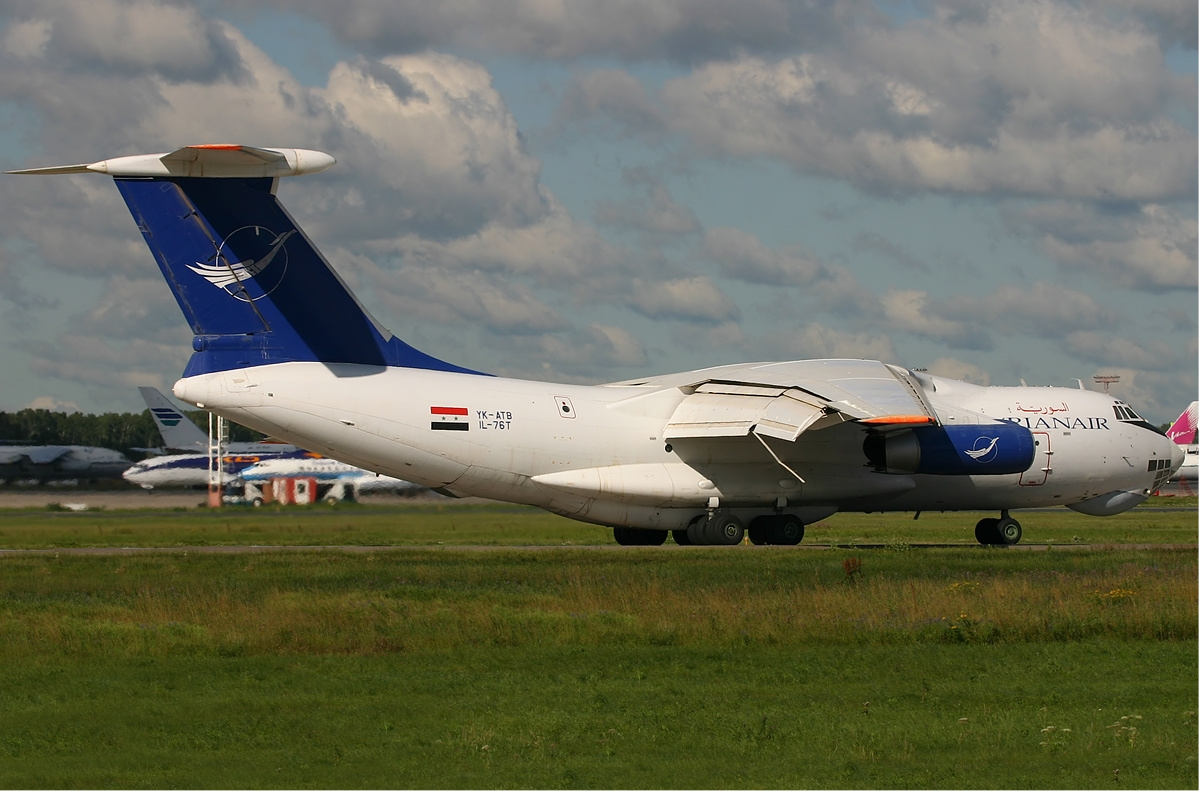
Ił-76T linii Syrian Air
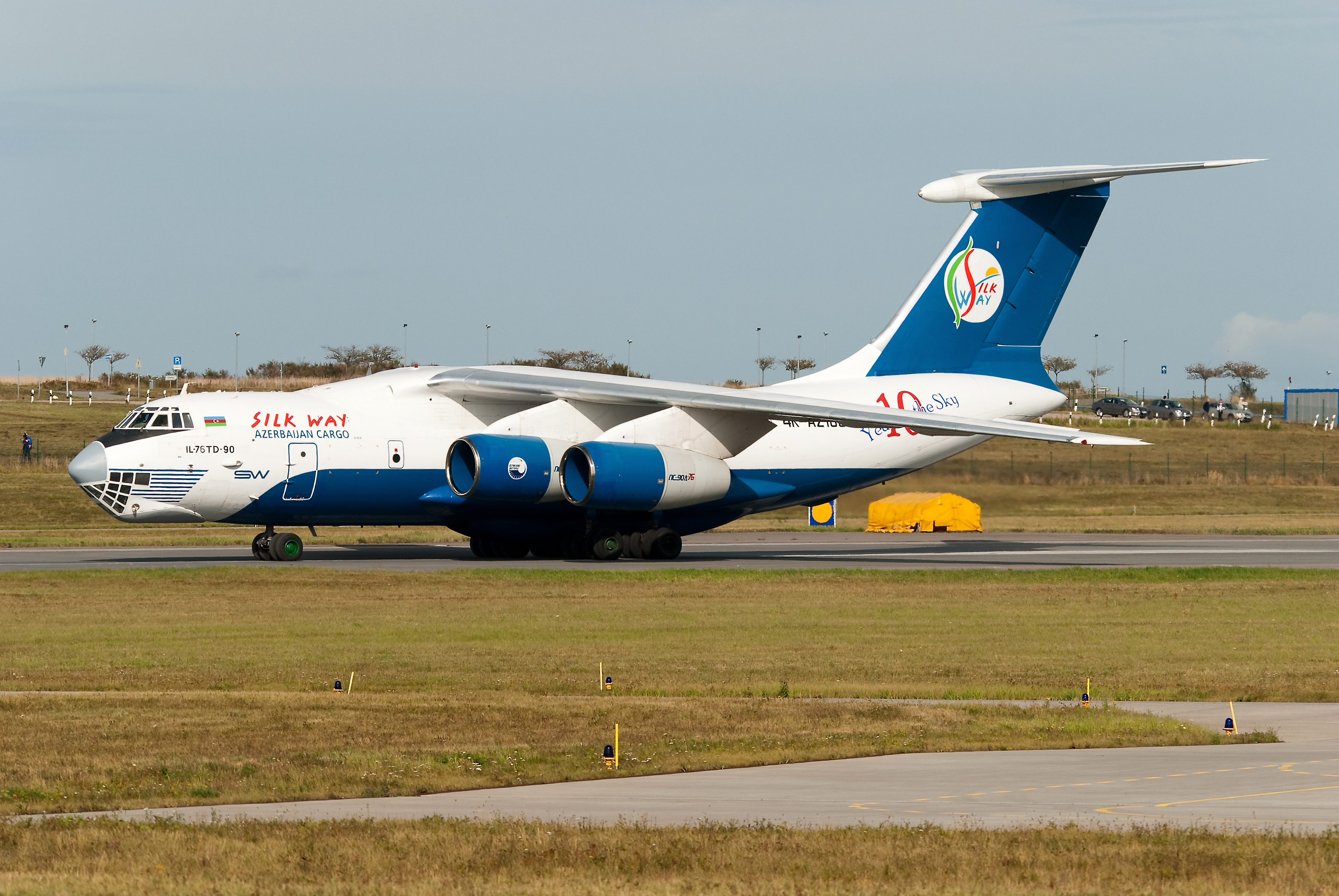
Ił-76 linii Silk Way Airlines
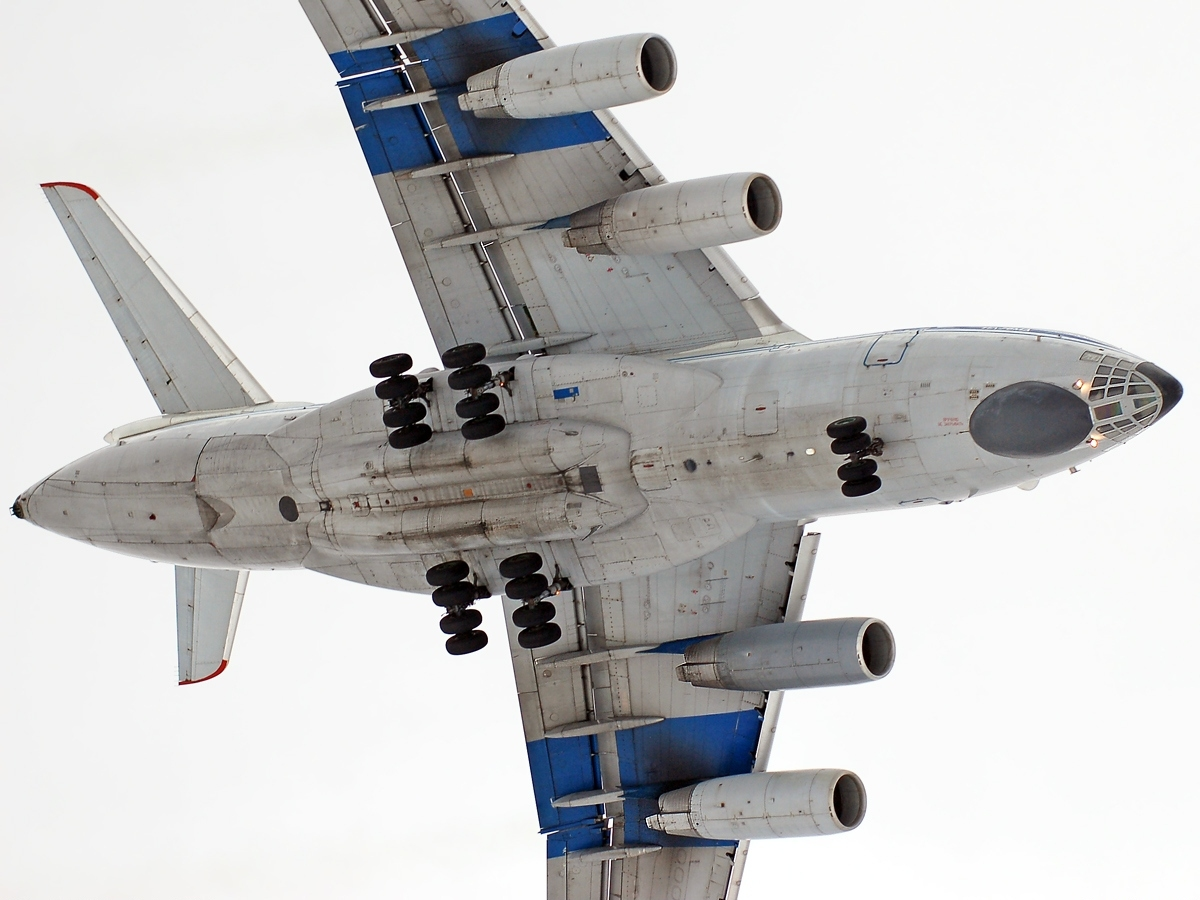
Lądujący Ił-76, widoczne szczegóły podwozia
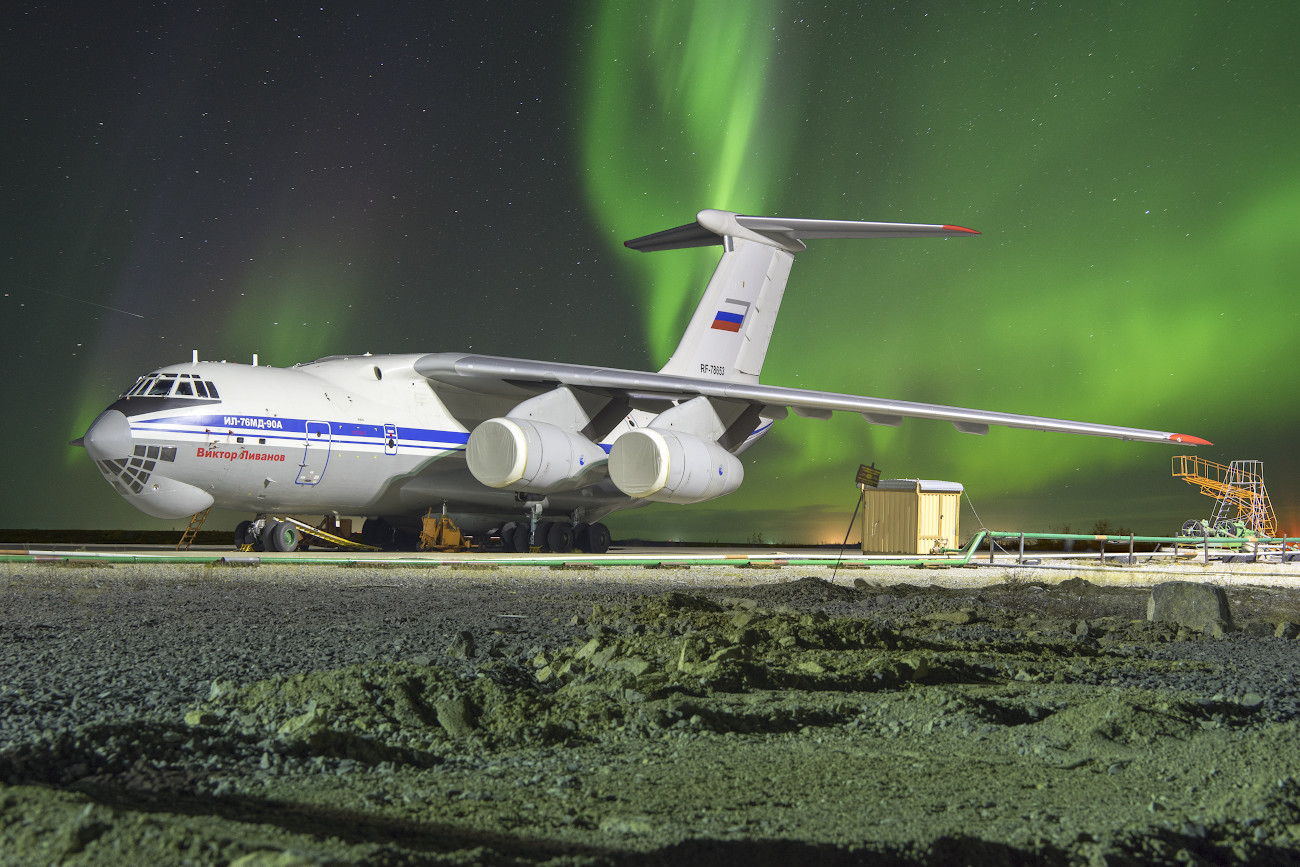
Rosyjski Ił-76